# 10 Librae
10 Librae är en orange ljusstark jätte i stjärnbilden Vågen.
10 Librae har visuell magnitud +6,26 och är knappt synlig för blotta ögat vid god seeing. Den befinner sig på ett avstånd av ungefär 730 ljusår.